# 阿里拉尼亚多伊瓦伊
阿里拉尼亚多伊瓦伊是巴西巴拉那州的一个市镇。总面积240.625平方公里，总人口2568人，人口密度10.7人/平方公里。